# أرييل بايز
أرييل بايز (بالإسبانية: Ariel Páez) هو لاعب كرة قدم تشيلي في مركز الهجوم، ولد في 20 يناير 1994 في لوس آنديس في تشيلي. لعب مع كولو-كولو ولاسيرينا.

## وصلات خارجية
- أرييل بايز على موقع قاعدة بيانات كرة القدم.إي يو (الإنجليزية)
- أرييل بايز على موقع Soccerway.com (الإنجليزية)
- أرييل بايز على موقع AS.com (الإسبانية)